# Marshall Brain
Marshall David Brain (Santa Mônica, 17 de maio de 1961 – Raleigh, 20 de novembro de 2024) foi um escritor norte-americano.
Também ficou conhecido por ser o fundador do HowStuffWorks.

## Livros de Marshall Brain
| Título                                        | Editora              | ISBN               |
| --------------------------------------------- | -------------------- | ------------------ |
| Marshall Brain's MORE How STUFF Works         | John Wiley & Sons    | ISBN 0-7645-6711-X |
| What If?                                      | John Wiley & Sons    | ISBN 0-7645-6657-1 |
| Marshall Brain's How Stuff Works              | John Wiley & Sons    | ISBN 0-7645-6518-4 |
| How Much Does the Earth Weigh?                | John Wiley & Sons    | ISBN 0-7645-6519-2 |
| The Teenager's Guide to the Real World        | BYG Publishing, Inc. | ISBN 0-9657430-3-9 |
| Win32 System Services                         | Prentice Hall        | ISBN 0-13-022557-6 |
| Visual C++ 2                                  | Prentice Hall        | ISBN 0-13-305145-5 |
| Using Windows NT                              | Prentice Hall        | ISBN 0-13-091977-2 |
| Motif Programming: The Essentials... and More | Digital Press        | ISBN 1-55558-089-0 |